# ヤヌス・カミンスキー
ヤヌス・カミンスキー（Janusz Kaminski, 1959年6月27日 - ）は、アメリカ合衆国で活動する撮影監督である。ポーランドのジェンビツェ（Ziębice）出身。『シンドラーのリスト』以降スティーヴン・スピルバーグ作品の撮影を担当している。

## 略歴
1981年にヴォイチェフ・ヤルゼルスキ政権下でポーランド全土に戒厳令が敷かれた後、21歳でアメリカに渡り、シカゴにあるコロンビアカレッジに学ぶ。その後、多くの映画人を育成したAFI（アメリカン・フィルム・インスティチュート）の映画製作者支援講座で映画製作を学んだ後、撮影監督として活動を開始。低予算の映画からテレビ長編ドラマの撮影を手がけ、その中の一本がスピルバーグの目に留まり、『シンドラーのリスト』に抜擢され、全編白黒撮影という難題を克服、その手腕によりアカデミー撮影賞を受賞した。その後、スピルバーグを初め、キャメロン・クロウ監督などの作品の撮影から、監督業までを担当し、98年の『プライベート・ライアン』では、二度目のオスカーに輝くなど、東欧出身の撮影監督として確固たる地位を獲得している。
色調の抑制された、シャープでクールな画面構成を得意とし、銀残しなどのポストプロダクションなどにも精通している。また非常に早撮りであり、あらゆる作品にすばやく対応できるため、ラブロマンスから実話もの、歴史物、SFに至るまで、ありとあらゆるジャンルを撮り続けている。
私生活では、女優ホリー・ハンターと1995年5月20日に結婚したが、2001年12月21日をもって離婚。2004年2月16日にABCのレポーターであるレベッカ・ランキンと再婚している。

## 主な作品

### 撮影
- レイン・キラー The Rain Killer （1990）
- パイレーツ/この恋、火気厳禁! Pyrates （1991）
- クール・アズ・アイス Cool as Ice （1991）
- マッド・ドッグ・コール/暗黒街の掟 Mad Dog Coll （1992）
- トラブル・バウンド/復讐の銃弾 Trouble Bound （1993）
- ハックフィンの大冒険 'The Adventures of Huck Finn （1993）
- シンドラーのリスト Schindler's List （1993）
- リトル・ジャイアンツ Little Giants （1994）
- キルトに綴る愛 How to Make an American Quilt （1995）
- ザ・エージェント Jerry Maguire （1996）
- ロスト・ワールド/ジュラシック・パーク The Lost World: Jurassic Park （1997）
- アミスタッド Amistad （1997）
- プライベート・ライアン Saving Private Ryan （1998）
- A.I. Artificial Intelligence: AI （2001）
- マイノリティ・リポート Minority Report （2002）
- キャッチ・ミー・イフ・ユー・キャン Catch Me If You Can （2002）
- ターミナル The Terminal （2004）
- 宇宙戦争 War of the Worlds （2005）
- ミュンヘン Munich （2005）
- 潜水服は蝶の夢を見る Le scaphandre et le papillon （2007）
- インディ・ジョーンズ/クリスタル・スカルの王国 Indiana Jones and the Kingdom of the Crystal Skull （2008）
- 素敵な人生の終り方 Funny People （2009）
- タンタンの冒険/ユニコーン号の秘密 The Adventures of Tintin: Secret of the Unicorn （2011）
- 戦火の馬 War Horse （2011）
- リンカーン Lincoln （2012）
- ジャッジ 裁かれる判事 The judge（2014）
- ブリッジ・オブ・スパイ Bridge of Spies （2015）
- ペンタゴン・ペーパーズ/最高機密文書 The Post (2017)
- レディ・プレイヤー1 Ready Player One (2018)
- 野性の呼び声 The Call of the Wild (2020)
- ウエスト・サイド・ストーリー West Side Story (2021)
- フェイブルマンズ The Fabelmans (2022)
- ブルー きみは大丈夫 IF (2024)

### 監督
- ロスト・ソウルズ Lost Souls （2000）
- Hania （2007）
- White Rose （2007）

## 主な賞歴
アカデミー賞
- 1998年：撮影賞（『プライベート・ライアン』）
- 1993年：撮影賞（『シンドラーのリスト』）

全米映画批評家協会賞
- 1993年：撮影賞（『シンドラーのリスト』）

ニューヨーク映画批評家協会賞
- 1993年：撮影賞（『シンドラーのリスト』）

ロサンゼルス映画批評家協会賞
- 1998年：撮影賞（『プライベート・ライアン』）
- 1993年：撮影賞（『シンドラーのリスト』）

英国アカデミー賞
- 1993年：撮影賞（『シンドラーのリスト』）